# El Fuerte
El Fuerte ist eine ehemalige Hauptstadt des mexikanischen Bundesstaates Sinaloa und angrenzender Gebiete mit etwa 13.500 Einwohnern. Seit dem Jahr 2009 ist das historische Zentrum der Kleinstadt als Pueblo Mágico anerkannt.

## Lage und Klima
Der Ort El Fuerte liegt am Río Fuerte in den westlichen Ausläufern der Sierra Madre Occidental einer Höhe von nur etwa 85 m. Die nächstgelegene Großstadt ist die ca. 85 km (Fahrtstrecke) südwestlich gelegene Küstenstadt Los Mochis; die Provinzhauptstadt Culiacán ist ca. 288 km in südöstlicher Richtung entfernt. Das Klima ist gemäßigt bis warm; Regen (ca. 580 mm/Jahr) fällt fast ausschließlich im Sommerhalbjahr.
CHEPE
Durch die Stadt führt die einzige große, noch erhaltene Eisenbahnstrecke für den Personenverkehr in Mexiko, genannt CHEPE (Ferrocarril Chihuahua al Pacífico). Die Bahnlinie, die durch die Kupferschlucht führt, verbindet Los Mochis mit Chihuahua, der Hauptstadt des gleichnamigen Bundesstaats und einem der wichtigsten Zentren im Norden Mexikos. Viele Touristen wählen El Fuerte als Zustiegsstation für den CHEPE, da die Stadt tagsüber mehr zu bieten hat als Los Mochis. Außerdem liegt El Fuerte klimatisch besser und die Bahnstrecke zwischen Los Mochis und El Fuerte ist mehr oder weniger unspektakulär.

## Bevölkerungsentwicklung
| Jahr      | 2000   | 2010   |
| Einwohner | 10.728 | 12.566 |

Der überwiegende Teil der Bevölkerung ist indianischer Abstammung – zumeist Yaquis und Mayos; zahlreich sind auch Mestizen. Gesprochen wird jedoch zumeist Spanisch.

## Wirtschaft
Der Anbau von Mais und Bohnen etc. an den Ufern des Flusses bildete jahrhundertelang die auf Selbstversorgung basierende Lebensgrundlage der Bevölkerung. Darüber hinaus trugen der Gold- und Silberabbau in den nahen Bergen zum allmählichen Wachstum des Ortes bei.

## Geschichte
Der Ort wurde im Jahr 1563 durch den Spanier Francisco de Ibarra gegründet; 1610 wurde ein Fort errichtet, von diesem resultiert der Name El Fuerte. Im Jahr 1824 wurde die Stadt kurzzeitig die Hauptstadt von Sonora und Sinaloa, mexikanische Bundesstaaten, die damals noch bis nach Arizona hineinreichten. Damals galt die Stadt, deren Zentrum noch bis heute koloniale Züge trägt, als Tor zur USA.

## Sehenswürdigkeiten
- Der Templo del Sagrado Corazón de Jesús ist dem Heiligsten Herzen Jesu geweiht. Bereits im 16. Jahrhundert gab es eine Kirche aus Lehmziegeln (adobes), die jedoch ab dem Jahr 1760 durch den heutigen Steinbau ersetzt wurde. Die Obergeschosse des Glockenturms (campanario) entstanden erst gegen Ende des 19. Jahrhunderts.[3]
- Das Rathaus (Palacio Municipal) mit seinem arkadenbestandenen doppelgeschossigen Innenhof mit einem zentralen Brunnenbecken entstand in den Jahren um 1900.